# Gerechtsgebouw
Een gerechtsgebouw, gerechtshof of paleis van justitie is een gebouw waar de instellingen van een rechtbank zich bevinden en dus waar recht wordt gesproken.

## België

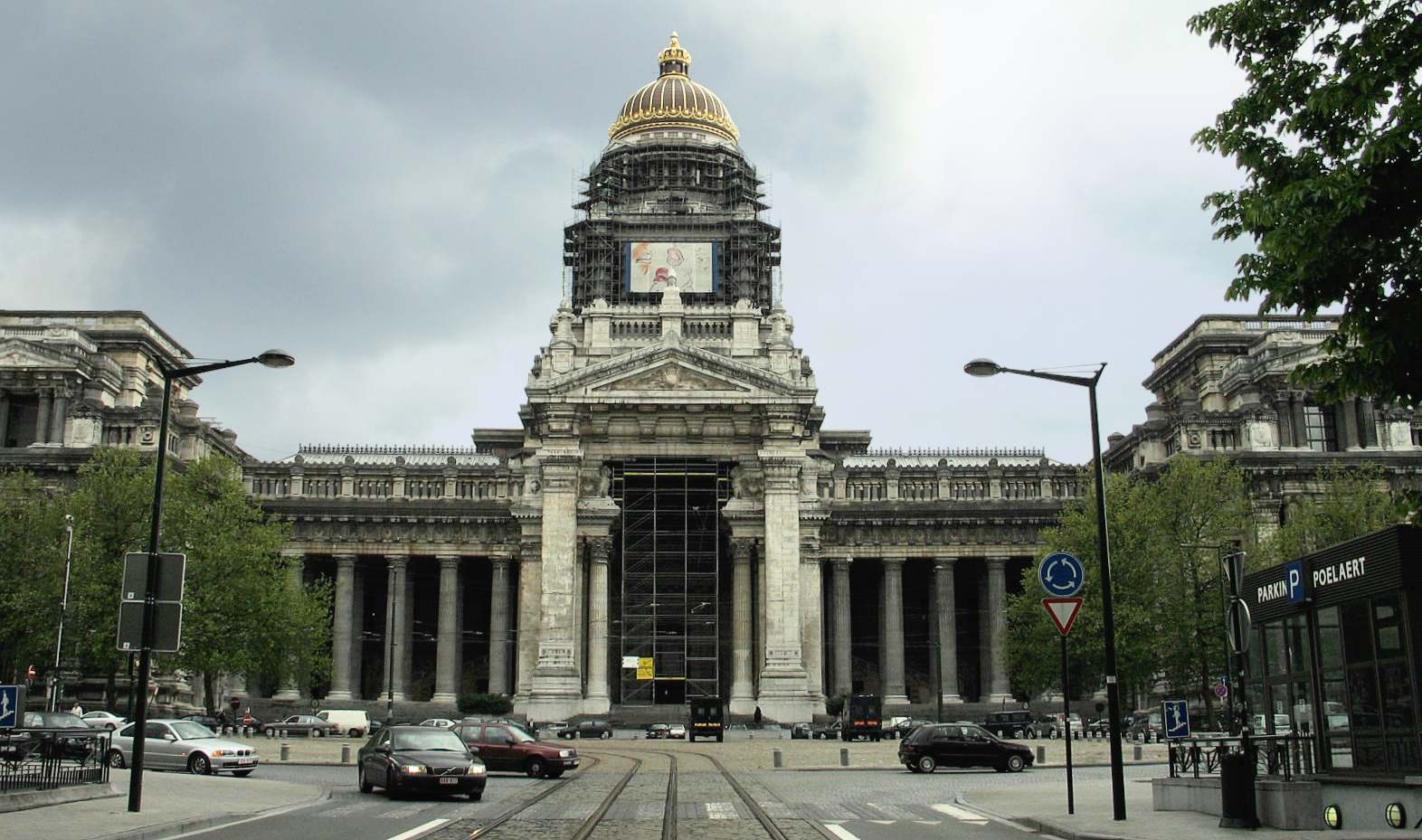
Het Justitiepaleis in Brussel

In België heeft elk gerechtelijk arrondissement een eigen gerechtsgebouw, waar de rechtbank zetelt. Het bekendste gerechtsgebouw in België is het Justitiepaleis van Brussel. Ook opvallend is het gerechtsgebouw van Antwerpen, dat vanwege de speciale dakconstructie ook wel het Vlinderpaleis wordt genoemd.
Enkele gerechtsgebouwen in België zijn:
- Groot Gerechtsgebouw Gent en het Oud Gerechtsgebouw van Gent
- Gerechtsgebouw van Dendermonde
- Gerechtsgebouw Antwerpen
- Justitiepaleis

Gerechtsgebouwen vallen onder de Regie der Gebouwen.
De term justitiehuis verwijst naar iets anders: het heeft een loketfunctie waar rechtzoekenden in eerste instantie terechtkunnen.

## Nederland
In sommige Nederlandse steden draagt het gerechtsgebouw de naam "Paleis van Justitie". Dat is het geval als er een gerechtshof in is gevestigd, eventueel samen met een rechtbank. Er zijn in Nederland vier gerechtshoven: Amsterdam, Arnhem-Leeuwarden, Den Haag en 's-Hertogenbosch.

## Verenigde Staten
Een courthouse is een gebouw waar de lokale of regionale rechtbank en vaak ook het (lokale) bestuur in de Verenigde Staten (en in Canada) is gehuisvest. Het courthouse bevindt zich meestal in de county seat.
Het courthouse maakt deel uit van de iconografie van de Amerikaanse levenswijze en komt vaak voor in films die zich afspelen in de Verenigde Staten. Zo was in de filmtrilogie van Back to the Future een courthouse te zien, waarbij het Courthouse Square het centrale punt was van het centrum van Hill Valley.

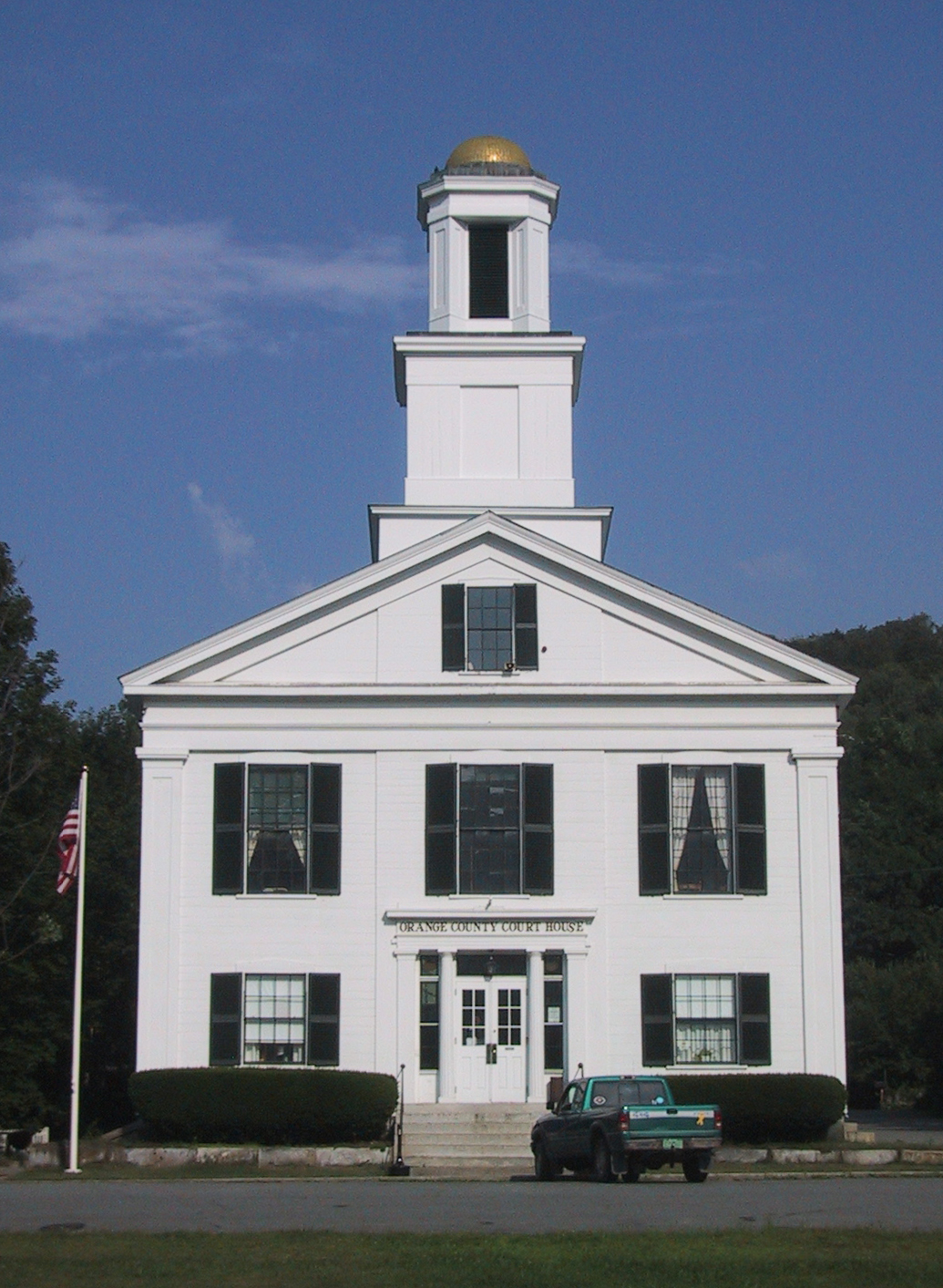
Courthouse in Orange County, Vermont
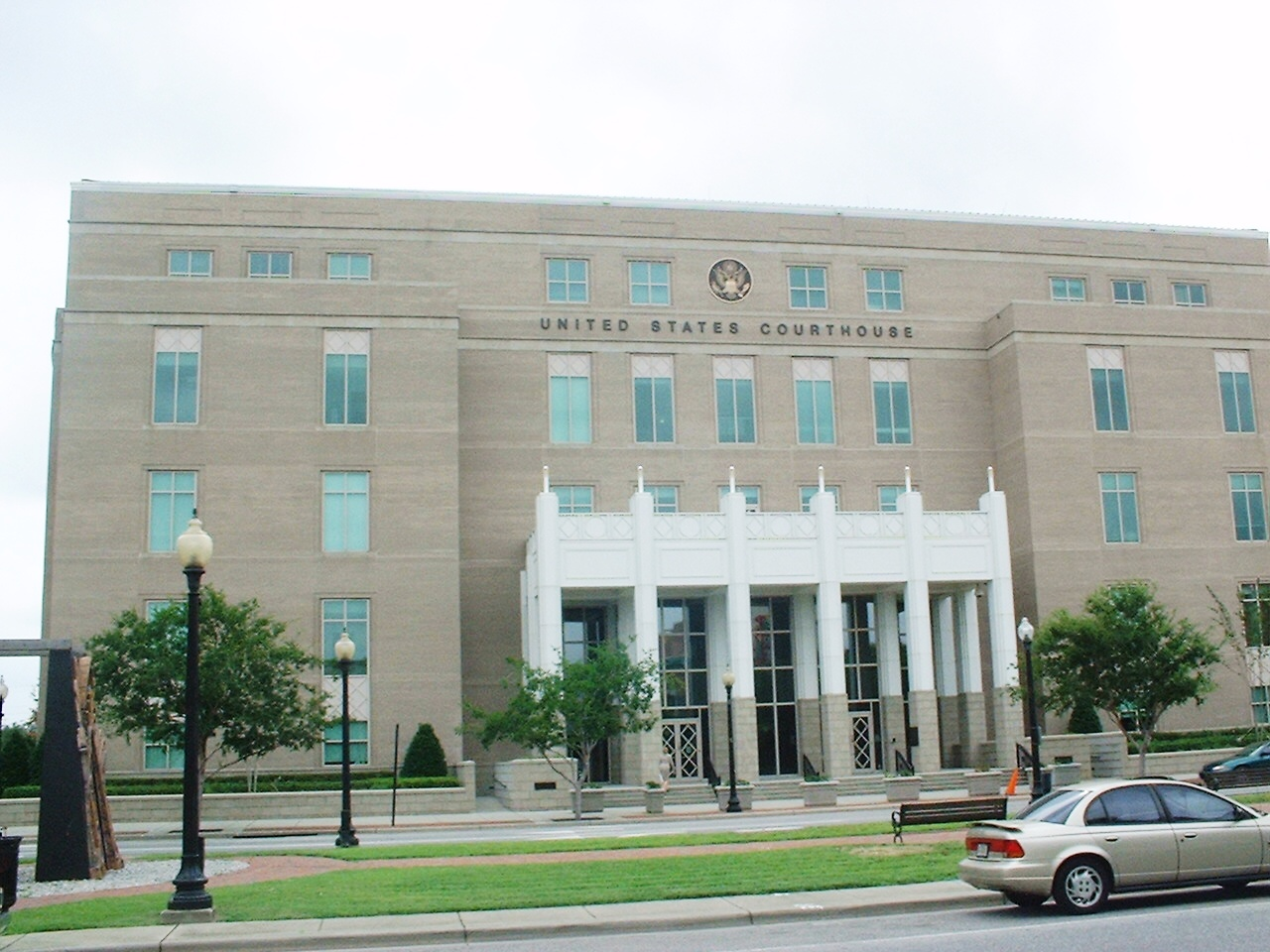
US-Courthouse in Pensacola, Florida
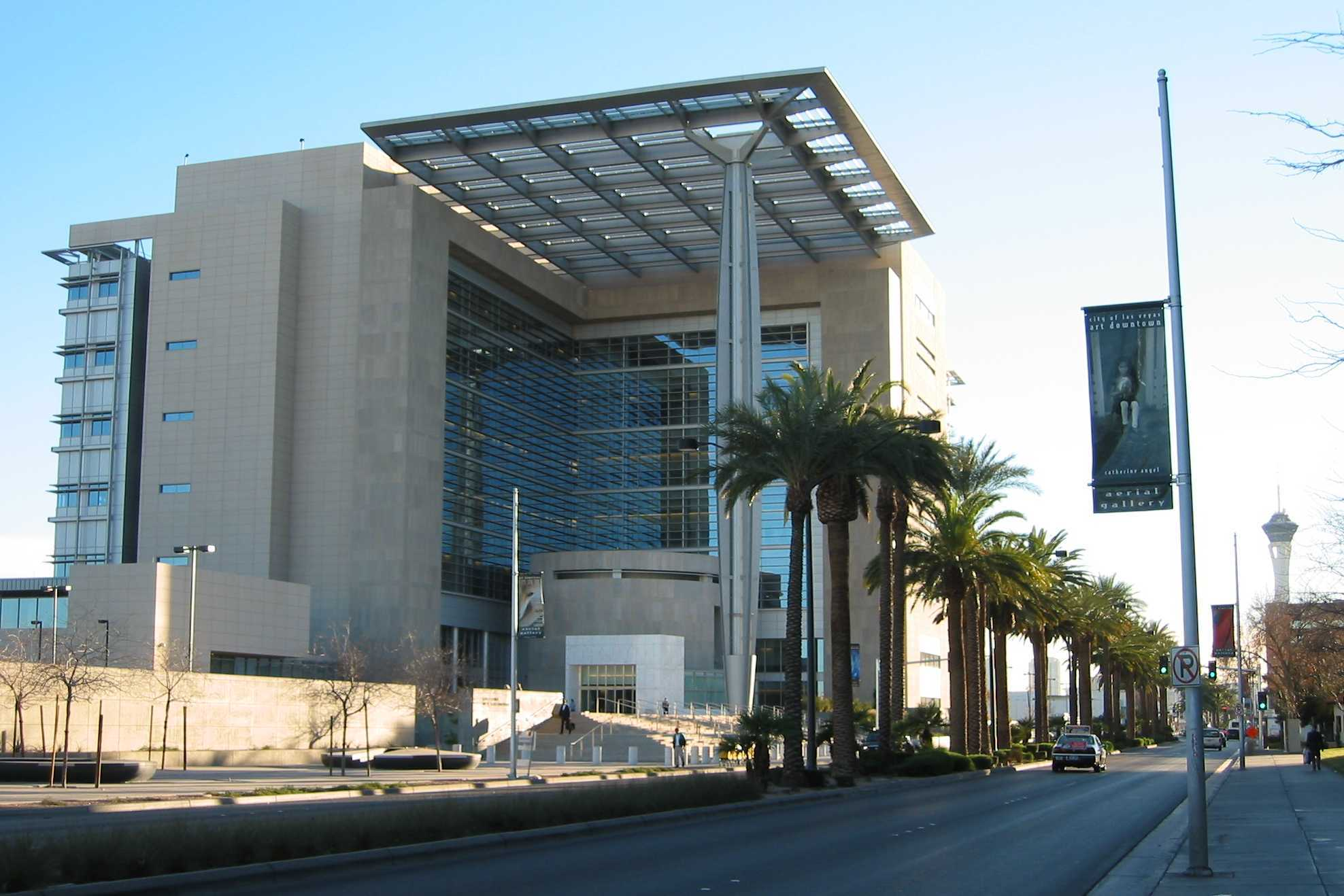
Federaal Courthouse in Las Vegas, Nevada
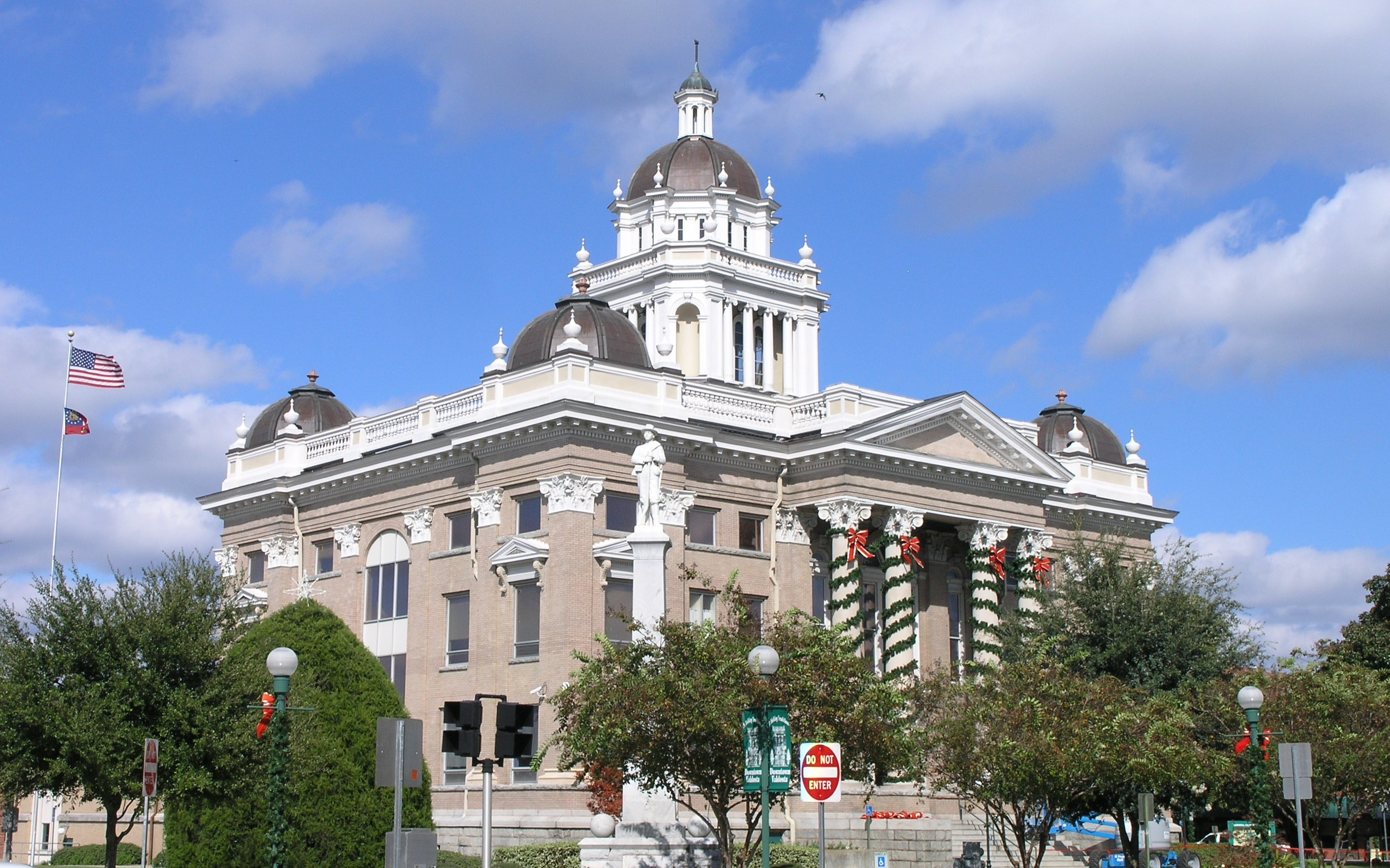
Het Lowndes-County- Courthouse in Valdosta, Georgia